# پانث (دهانه)
پانث یک دهانه برخوردی در ماه‌ است.

## دهانه‌های اقماری
این دهانه ۳ دهانه اقماری دارد.
| Paneth | عرض جغرافیایی | طول جغرافیایی | قطر          |
| ------ | ------------- | ------------- | ------------ |
| A      | ۶۵.۳° N       | ۹۴.۱° W       | ۴۷.۰ کیلومتر |
| K      | ۶۱.۷° N       | ۹۲.۹° W       | ۳۱.۰ کیلومتر |
| W      | ۶۵.۰° N       | ۱۰۱.۲° W      | ۲۸.۰ کیلومتر |